# Селтик Парк (1888—1892)
Селтик Парк (англ. Celtic Park) — бывшая футбольная площадка в Глазго (Шотландия). Она служила домашней ареной для клуба «Селтик» с 1888 года до открытия современного одноимённого стадиона в 1892 году. Старый Селтик Парк принял у себя международный матч сборной Шотландии по футболу с Ирландией в 1891 году.

## История
Расположенный к юго-востоку от кладбища Восточный некрополь в Паркхеде, районе Глазго, Селтик Парк был открыт 8 мая 1888 года. 13 ноября 1887 года клуб получил в аренду участок, и в течение следующих шести месяцев основатель «Селтика» Брат Уолфрид собрал большую группу ирландских добровольцев для строительства футбольной площадки. Они возвели открытую трибуну вместимостью около 1000 человек, проложили 19-футовую дорожку вокруг поля (с целью проведения велосипедных мероприятий) и создали склоны вокруг дорожки, которые использовались как террасы. Хотя арена строилась для «Селтика», в матче открытия 8 мая 1888 года играли эдинбургский «Хиберниан» и клуб из Глазго «Коулейрс», который закончился безголевой ничьей в присутствии 3 000 зрителей. «Хиберниан» согласился сыграть матч открытия, чтобы выполнить обещание, которое основатель и менеджер клуба Кэнон Эдвард Джозеф Ханнан дал Брату Уолфриду; тем не менее, «Селтик» извлёк выгоду из оплаты ворот. Первый же матч «Селтика» на этом поле был сыгран 28 мая 1888 года против «Рейнджерс», причём хозяева победили со счётом 5:2 на глазах почти 2 000 зрителей.
В 1890 году «Селтик» стал одним из основателем Шотландской футбольной Лиги (SFL). В первом матче первого сезона лиги «Селтик» принимал у себя на Селтик Парке «Рентон». Футболист гостей Кэмерон забил первый в истории лиги гол, а его команда в итоге победила 4:1 в игре, за которой следило 10 000 человек. На площадке также был проведён международный матч сборных Шотландии и Ирландии в рамках Домашнего чемпионата Великобритании 1891 года, который состоялся 28 марта и завершился победой Шотландии со счётом 2:1. Самая высокая посещаемость в рамках лиги на Селтик Парке составила 15 000 зрителей и была отмечена на матче против «Харт оф Мидлотиан» 17 октября 1891 года, закончившейся победой «Селтика» 3:1.
В 1892 году Селтик решил оставить площадку после того, как арендодатель увеличил ежегодную арендную плату с 50 фунтов стерлингов до 450. Клуб переехал на небольшое расстояние на новую арену, которая также получила название Селтик Парк. Последний матч лиги на старой арене был проведён 14 мая 1892 года, закончившийся победой хозяев 2:0 над «Лит Атлетиком». После матча с «Рентоном» (результат которого был аннулирован, когда «Рентон» был исключён из лиги) «Селтик» не проиграл ни одного матча лиги на старом Селтик Парке. Участок позднее был использован под строительство жилья.